# 细叶姬蕨
细叶姬蕨（学名：Hypolepis tenuifolia）为碗蕨科姬蕨属下的一个种。